# Carpinus fangiana
Carpinus fangiana ist ein mittelgroßer Baum aus der Gattung der Hainbuchen (Carpinus) mit dunkel purpurnen Zweigen und bei jungen Blättern zottig behaarter Blattoberseite. Das natürliche Verbreitungsgebiet der Art liegt in China.

## Beschreibung
Carpinus fangiana ist ein bis zu 20 Meter hoher Baum mit dunkelgrauer oder graubrauner Rinde. Die Zweige sind purpurn-braun und verkahlend. Die Laubblätter haben einen etwa 1,5 Millimeter langen, kahlen Stiel. Die Blattspreite ist 6 bis 27 Zentimeter lang und 2,5 bis 8 Zentimeter breit, eiförmig-lanzettlich bis elliptisch-lanzettlich, zugespitzt bis geschwänzt, mit herzförmiger, mehr oder weniger gerundeter bis spitzer Basis und einem unregelmäßig doppelt borstig gesägten Blattrand. Es werden 24 bis 34 eingepresste Nervenpaare gebildet. Beide Seiten sind beinahe kahl und nur entlang der Mittelader und den Seitenadern spärlich zottig behaart und haben an den Seitenadern Achselbärte.
Die vielblütigen, weiblichen Blütenstände sind 45 bis 50 Zentimeter lang bei Durchmessern von 3 bis 4 Zentimetern. Die Blütenstandsachse ist 3 bis 5 Zentimeter lang, dicht flaumig und spärlich zottig  behaart. Die Tragblätter sind 1,8 bis 2,5 Zentimeter lang, etwa 1 bis 1,2 Zentimeter breit, schräg elliptisch, spitz und überlappen sich deutlich. Die Blätter haben fünf Blattadern erster Ordnung, die netzartig angeordneten Adern sind unscheinbar. Beide Seiten sind entlang dem Blattadern spärlich zottig behaart, die Blattunterseite hat Achselbärte. Der äußere Blattrand ist entfernt gesägt und etwas eingebogen, der innere Rand ist entfernt und fein gesägt und hat zwei Lappen an der Basis, welche die Frucht einhüllen. Als Früchte werden etwa 3,5 Millimeter lange, undeutlich gerippte und kahle Nüsschen gebildet. Carpinus fangiana blüht von Mai bis Juni, die Früchte reifen von Juli bis September.

## Vorkommen und Standortansprüche
Das natürliche Verbreitungsgebiet liegt in China im Norden des Autonomen Gebiets Guangxi, in Guizhou, Sichuan und im Osten von Yunnan in Gebirgstälern und auf schattigen Berghängen in 900 bis 2000 Metern Höhe.

## Systematik
Carpinus fangiana ist eine Art aus der Gattung der Hainbuchen (Carpinus). Diese wird in der Familie der Birkengewächse (Betulaceae) der Unterfamilie der Haselnussgewächse (Coryloideae) zugeordnet. Die Art wurde 1929 von Hu Xiansu erstmals wissenschaftlich beschrieben. Der Gattungsname Carpinus stammt aus dem Lateinischen und wurde schon von den Römern für die Hainbuche verwendet.

## Nachweise